# Каролина Гочева
Каролина Гочева е популярна певица от Северна Македония.

## Биография
Каролина е родена на 28 април 1980 г. в град Битоля. На 11 години прави своя дебют на фестивала „Макфест“ с песента „Мамо, пущи ме“. Първият ѝ професионален договор е с компанията „Авалон“ от февруари 2000 г. Първоначалният ѝ албум „Яс имам песна“ излиза на пазара през същата година, а през 2001 г. записва и втория – „Зощо сонот има край“. Третият ѝ албум „Знаеш колку вредам“ е издаден в Република Македония, Сърбия, Черна гора, Босна и Херцеговина, Словения и България.
През 2002 г. изпълнителката представя Република Македония на конкурса „Евровизия“ с песента „Од нас зависи“ в Талин, Естония, където завършва на 19 място.
Каролина има немалко изяви във всички балкански страни. Тя издава и пее своите песни на македонска литературна норма, английски, сръбски и хърватски език. Има успешни дуети с Тоше Проески и Фламингоси. През май 2007 г. за втори път представя Република Македония на „Евровизия“ с песента „Мойот свет“, която се класира на 14 място. Песента получава 10 точки от България.
В началото на месец март 2008 г. Каролина взима участие като жури и участник в предаването „Пей с мен“, излъчвано по Нова телевизия.

## Албуми
- „Мамо, пущи ме“ – 1992
- „Яс имам песна“ – 2000
- „Зощо сонот има край“ – 2002
- „Знаеш колку вредам“ – 2003
- „Кад звезде нам се склопе... као некада“ – 2003 (на сръбски)
- „Во заборав“ – 2005
- „У забораву“ – 2006 (на сръбски)
- „Македонско девойче“ – 2008
- „Капка под небото“ – 29 ноември 2010
- „Најубави песни“ – 2012 (на сръбски)
- The Power of Mind – 2012 (The Search. на английски, трек 8)
- „Македонско девојче 2“ – 2014
- „Извор“ – 2017